# Вдаль уплывают облака
«Вдаль уплывают облака» (фин. Kauas pilvet karkaavat) — кинофильм финского режиссёра Аки Каурисмяки, вышедший на экраны в 1996 году. В основе сюжета лежит судьба персонала ресторана «Дубровник», которые сначала оказываются без работы, а потом решают возродить своё предприятие.
Синопсис фильма, который был написан самим Каурисмяки, содержал всего три предложения: «Этот фильм рассказывает о „старомодных“ людях в этом современном мире. В нём есть главные герои и герои второго плана. Некоторые из них слегка комичны».

## Памяти Пеллонпяя
Фильм посвящён памяти любимого актёра Аки Каурисмяки — Матти Пеллонпяя, — который скончался в возрасте 44 лет в июле 1995 года, за две недели до начала съёмок. Первоначально картина задумывалась как продолжение фильма «Тени в раю» (1986), а Пеллонпяя должен был исполнить главную роль — работника ресторана Никандера, официанта либо метрдотеля. Фильм в целом задумывался как в некотором смысле соло-проект Пеллонпяя. После его внезапной смерти Каурисмяки был вынужден переписать весь сценарий. Фотография ребёнка, на которую в фильме печально смотрит Илона, — это детская фотография Матти. От картины «Тени в раю» в новом фильме остались имена героев Кати Оутинен (Илона) и Сакари Куосманена (Мелартин).

## Сюжет
Илона (Кати Оутинен) работает старшей официанткой в ресторане «Дубровник», её муж Лаури Копонен (Кари Вяянянен) — водителем трамвая. Ресторан куплен сетью фастфуда — и Илону вместе со всеми другими работниками увольняют. Люди всё меньше пользуются общественным транспортом — и Лаури попадает под сокращение. Они пытаются как-то устроиться в жизни, но в стране рецессия, работы мало, а желающих работать много… Дела идут всё хуже и хуже. Они прилагают огромные усилия, чтобы найти себе новую работу, но их преследуют неудачи. Илона работает официанткой в третьесортном заведении, у которого даже нет названия, при этом ей там даже не платят зарплату… Однако в конце концов их храбрость и любовь побеждают.

## В ролях
- Кати Оутинен — Илона Копонен, старшая официантка
- Кари Вяянянен — Лаури Копонен, водитель трамвая
- Элина Сало — мадам Сьёхольм, директор ресторана
- Сакари Куосманен — Мелартин, портье
- Маркку Пелтола — Лаюнен, шеф-повар
- Матти Оннисмяя — Форсстрём, владелец бара
- Матти Пеллонпяя — ребёнок на фото
- Шелли Фишер — пианист

## Награды и номинации
- 1996 — специальное упоминание экуменического жюри на Каннском кинофестивале.
- 1996 — приз зрительских симпатий кинофестиваля в Сан-Паулу[англ.].
- 1997 — 5 национальных премий «Юсси»: лучший фильм, лучшая режиссура, лучший сценарий, лучшая актриса (Кати Оутинен), лучшая актриса второго плана (Элина Сало).
- 1997 — Гран-при Бельгийской ассоциации кинокритиков[англ.].
- 1997 — приз «Золотой пегас» кинофестиваля Флайано (Италия) за лучшую режиссуру.